# پیج ساتچل
پیج ساتچل (انگلیسی: Paige Satchell؛ زادهٔ ۱۳ آوریل ۱۹۹۸) بازیکن فوتبال اهل نیوزیلند است.
از باشگاه‌هایی که در آن بازی کرده‌است می‌توان به اس‌سی سند اشاره کرد.
وی همچنین در تیم‌های ملی فوتبال New Zealand women's national under-17 football team, New Zealand women's national under-20 football team، و زنان نیوزیلند بازی کرده‌است.